# Lucian Asanache
Lucian George Asanache (sinh ngày 25 tháng 9 năm 1994) là một cầu thủ bóng đá người România thi đấu cho Metaloglobus București theo dạng cho mượn từ Concordia Chiajna ở vị trí hậu vệ hay tiền vệ.